# Thyrinteina quadricostaria
Thyrinteina quadricostaria là một loài bướm đêm trong họ Geometridae.